# Wolmer Beltrami
Wolmer Beltrami (Breda Cisoni, 23 maggio 1922 – Cerveteri, 28 ottobre 1999) è stato un fisarmonicista e compositore italiano.

## Biografia

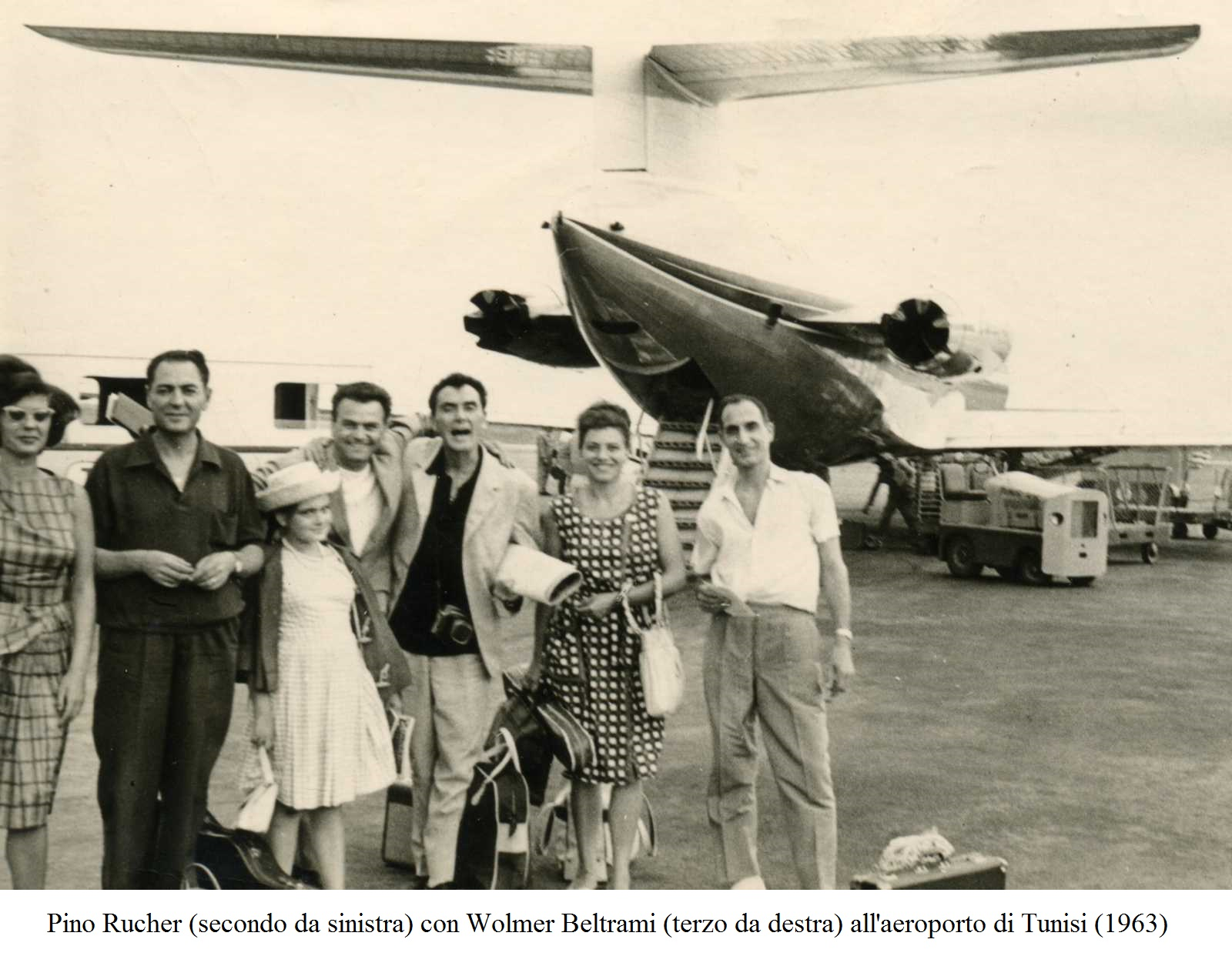
Wolmer Beltrami (terzo da destra) con Pino Rucher (secondo da sinistra) all'aeroporto di Tunisi (1963)

Le prime nozioni musicali le apprese dal padre, valido musicista.  Ben presto iniziò a fare le sue prime esperienze in varie orchestrine, compresa quella del padre. A quattordici anni ebbe il suo primo contratto discografico con la Columbia. Un anno dopo, venne scritturato per un lungo periodo ad Amburgo e a Berna. A 16 anni aveva già la sua orchestra con la quale si esibì per molti mesi in alcuni grandi alberghi: Hotel Ambasciatori ed Hotel Excelsior di Roma. Nonostante si affermò subito come "ragazzo prodigio", non abbandonò mai lo studio della fisarmonica, dell'armonia, del contrappunto e di altri strumenti.
Nel 1947, si costituì il duo Kramer-Beltrami che venne scritturato dai vari teatri italiani. Lo stesso duo compì alcune tournée in Inghilterra, dove ebbe modo di esibirsi in trasmissioni radiofoniche e spettacoli teatrali e più tardi televisive, come pure furono molte le registrazioni discografiche. Celebre è il disco inciso per la Decca inglese, contenente diversi brani di difficile esecuzione. Con l'evento della televisione in Italia formò il Trio con le sorelle Luisa e Leda, con le quali negli anni '50 effettuò alcune tournée in Medio Oriente, esibendosi nelle città più importanti.
Beltrami è stato autore molto legato al jazz, suoi motivi famosi sono "Il treno", "Carovana negra", "Squadrone bianco" e molti altri. Ha fatto anche riviste e commedie musicali con Delia Scala e Renato Rascel. 
Nel 1960 ebbe un importante riconoscimento:  l'"Oscar Mondiale della Fisarmonica".
Nell'anno 1963 il compositore, fisarmonicista e pianista Italo Salizzato "dedica al grande virtuoso della fisarmonica Wolmer Beltrami" una sua composizione (Valzer Musette) dal titolo "Tramonto parigino", che verrà in seguito  pubblicata dalle edizioni musicali Farfisa ora Berben.
Fu uno dei componenti dell'orchestra diretta da Gorni Kramer e fu un grande talent-scout, contribuendo alla scoperta e al lancio di cantanti quali Mina e Fausto Leali.

## CD
- Classics in jazz Elwephon Records IC 9448 Germany
- Wolmer Beltrami (Note in festa) Edizioni Musicali Berben-HH

## Libri
- 5 Valzer Musette (Tramonto Parigino) Italo Salizzato Edizioni Musicali Farfisa (Berben)